# Eudaldo Ramón Amigó
Eudaldo Ramón Amigó (1818-Barcelona, 1885) fue un artista español, especializado en la fabricación de vidrios de colores.

## Biografía
Nacido en 1818, obtuvo medallas de plata en la Exposición Aragonesa de 1868 y en las celebradas en Barcelona en 1871 y 1872. Se hizo también con el primer premio en la Exposición Universal de París de 1878 y recibió mención honorífica en la regional de Madrid y medalla de tercera clase en la nacional de bellas artes de 1876.
Entre sus obras más destacadas se cuentan las vidrieras en mosaico colocadas en el ábside de la barcelonesa iglesia de Santa María del Pino, dos vidrieras construidas en 1868 para el monasterio de Santa María de Montserrat, cinco para la iglesia del Sagrado Corazón de Jesús, una semicircular para la casa de Misericordia de Vitoria, tres para la iglesia de los Padres Escolapios de Barcelona, tres para la catedral, siete para las monjas adoratrices, tres para el paraninfo de la universidad y quince para la iglesia de Portbou.
Elías de Molins afirma en su Diccionario biográfico y bibliográfico de escritores y artistas catalanes del siglo XIX (apuntes y datos) que «era ventajosamente conocido [...] por un hábil y distinguido artífice, siendo considerado como el restaurador de la vidriería artística en España».
Falleció en Barcelona en 1885.